# Jack Kehler
Jack Kehler (* 22. Mai 1946 in Philadelphia, Pennsylvania; † 7. Mai 2022 in Los Angeles) war ein US-amerikanischer Schauspieler.

## Leben
Kehler hatte sein Spielfilmdebüt 1983 im Science-Fiction-Film Das Geheimnis von Centreville. Bis Ende der 1980er Jahre war er hauptsächlich in Fernsehproduktionen zu sehen. In den 1990er Jahren wirkte Kehler in einer Reihe erfolgreicher Hollywoodfilmen mit, darunter in Lethal Weapon 4 sowie als Möchtegern-Schauspieler und Vermieter von Jeff Bridges in The Big Lebowski. 2002 war er in zwei Filmen von Barry Sonnenfeld zu sehen, Jede Menge Ärger und Men in Black II. Eine größere Rolle spielte er an der Seite von Philip Seymour Hoffman im Drama Love Liza.
Kehler war über fast vier Jahrzehnte regelmäßig in Gastrollen in erfolgreichen Fernsehserien zu sehen. In den 1980er Jahren unter anderem Polizeirevier Hill Street, Cagney & Lacey und L.A. Law – Staranwälte, Tricks, Prozesse; in den 1990ern Star Trek: Deep Space Nine und Babylon 5; in den 2000ern 24, Monk und Mad Men; sowie in den 2010ern Navy CIS: L.A. und The Man in the High Castle. Sein Schaffen für Film und Fernsehen umfasst 170 Produktionen. Kehler war Mitglied des New Yorker The Actors Studio.
Kehler verstarb infolge von Komplikationen einer Leukämie-Erkrankung im Cedars-Sinai Medical Center. Er hinterlässt seine Ehefrau und einen Sohn.

## Filmografie (Auswahl)
- 1985: Im Jahr des Drachen (Year of the Dragon)
- 1990: Ich liebe Dich zu Tode (I Love You to Death)
- 1990: Why me? – Warum gerade ich? (Why me?)
- 1991: Gefährliche Brandung (Point Break)
- 1991: Grand Canyon – Im Herzen der Stadt (Grand Canyon)
- 1991: Last Boy Scout – Das Ziel ist Überleben (The Last Boy Scout)
- 1994: Wyatt Earp – Das Leben einer Legende (Wyatt Earp)
- 1995: Waterworld
- 1997: Lost Highway
- 1998: Lethal Weapon 4
- 1998: The Big Lebowski
- 1999: Auf die stürmische Art (Forces of Nature)
- 1999: Austin Powers – Spion in geheimer Missionarsstellung (Austin Powers: The Spy Who Shagged Me)
- 1999: Dudley Do-Right
- 1999: Ein wahres Verbrechen (True Crime)
- 2002: Jede Menge Ärger (Big Trouble)
- 2002: Men in Black II
- 2005: Ein Mann für eine Saison (Fever Pitch)
- 2006: Der Date Profi (School for Scoundrels)
- 2006: Unbesiegbar – Der Traum seines Lebens (Invincible)

### Fernsehen
- 1986: Polizeirevier Hill Street (Hill Street Blues)
- 1987: Cagney & Lacey
- 1989: L.A. Law – Staranwälte, Tricks, Prozesse (L.A. Law)
- 1993: Star Trek: Deep Space Nine
- 1995: Babylon 5
- 1996: Sliders – Das Tor in eine fremde Dimension (Sliders)
- 1997: Emergency Room – Die Notaufnahme (ER)
- 1997: Murder One
- 1998: Practice – Die Anwälte (The Practice)
- 2004: 24
- 2007: Monk
- 2009: Bones – Die Knochenjägerin (Bones)
- 2009: Mad Men
- 2009: The Mentalist (The Mentalist)
- 2012: Navy CIS: L.A. (NCIS: Los Angeles)
- 2015: The Man in the High Castle